# Cossaïta
La cossaïta és un mineral de la classe dels sulfats. Rep el nom en honor d'Alfonso Cossa (3 de novembre de 1833, Milà, Itàlia - 23 d'octubre de 1902, Torí, Itàlia), pel seu treball sobre els minerals i les roques de Vulcano.

## Característiques
La cossaïta és un sulfat de fórmula química (Mg0.5,◻)Al₆(SO₄)₆(HSO₄)F₆(H₂O)₃₆. Va ser aprovada com a espècie vàlida per l'Associació Mineralògica Internacional l'any 2009. Cristal·litza en el sistema trigonal.
L'exemplar que va servir per a determinar l'espècie, el que es coneix com a material tipus, es troba conservat al departament de química estructural i estereoquímica inorgànica de la Universitat de Milà, amb el número de catàleg: 2009-1.

## Formació i jaciments
Va ser descoberta al cràter La Fossa, situat a Vulcano, a les Illes Eòlies (Sicília, Itàlia). Es tracta de l'únic indret de tot el planeta on ha estat descrita aquesta espècie mineral.